# Mika Lipponen
Pour les articles homonymes, voir Lipponen.
Mika Lipponen (né le 9 mai 1964 à Kaarina en Finlande) est un footballeur finlandais, qui jouait attaquant.
Durant sa carrière, il a commencé par jouer dans le club finlandais du TPS, avant de rejoindre l'Espagne et le RCD Majorque, les Pays-Bas pour le FC Twente, la Suisse avec le FC Aarau puis enfin les Néerlandais du FC Emmen.
Il a fini meilleur buteur du championnat de Finlande lors des saisons 1983 et 1984 (avec respectivement 22 et 25 buts).